# Mari Nakamoto
Mari Nakamoto (Japans 中本マリ, Nakamoto Mari, Sendai, 26 maart 1947) is een Japanse zanger die zich beweegt in het gebied van de jazz, fusion en popmuziek.
Nakamoto kwam in 1973 met haar debuutalbum Unforgettable! (Three Blind Mice), waarop ze werd begeleid door Kunimitsu Inaba, Tetsujiro Obara, Shōji Yokouchi, Yasuro Ozawa en Akira Miyazawa. In de jaren erna volgden meer albums onder eigen naam, gemaakt met haar eigen band alsook met gastmusici, zoals Isao Suzuki en Kazumi Watanabe (Mari Nakamoto III, 1975), Jimmy Rowles (Memories, 1987) end Cedar Walton (What Is Love?, 1997). Ze werkte verder met Yuzuru Sera, Isao Suzuki, Shigeko Toya en Bingo Miki & Inner Galaxy Orchestra. In 1978 trad ze op met Tasuya Takahashi en het Tokyo Union Orchestra op het Jazz Festival Montreux. In de jazz zong ze tussen 1973 en 1995 op 32 opnamesessies, waaronder op het album Summertime, waarop ze werd begeleid door het trio van Reggie Workman (met Ronnie Mathews en Charli Persip). Haar repertoire omvatte zowel jazzstandards zoals "Cheek to Cheek“, "You Go to My Head“, "Georgia On My Mind“ en "Lover, Come Back to Me“ als popklassiekers zoals "You Are the Sunshine of My Life“, "What a Difference a Day Made“ en "What Are You Doing the Rest of Your Life?“.